# Herndon (Virgínia)
Herndon és una població dels Estats Units a l'estat de Virgínia. Segons el cens del 2008 tenia 21.378 habitants.

## Demografia
Segons el cens del 2000, Herndon tenia 21.655 habitants, 6.962 habitatges, i 4.970 famílies. La densitat de població era de 1.981,3 habitants per km².
Dels 6.962 habitatges en un 41,7% hi vivien nens de menys de 18 anys, en un 56,8% hi vivien parelles casades, en un 9,4% dones solteres, i en un 28,6% no eren unitats familiars. En el 20,6% dels habitatges hi vivien persones soles el 2,8% de les quals corresponia a persones de 65 anys o més que vivien soles. El nombre mitjà de persones vivint en cada habitatge era de 3,11 i el nombre mitjà de persones que vivien en cada família era de 3,54.
Per edats la població es repartia de la següent manera: un 27,1% tenia menys de 18 anys, un 10,2% entre 18 i 24, un 38,3% entre 25 i 44, un 20,5% de 45 a 60 i un 3,9% 65 anys o més.
L'edat mediana era de 32 anys. Per cada 100 dones de 18 o més anys hi havia 111 homes.
La renda mediana per habitatge era de 72.912$ i la renda mediana per família de 79.140$. Els homes tenien una renda mediana de 44.197$ mentre que les dones 35.548$. La renda per capita de la població era de 26.941$. Entorn del 4,7% de les famílies i el 8,1% de la població estaven per davall del llindar de pobresa.

## Poblacions més properes
El següent diagrama mostra les poblacions més properes.